# Коровицкая, Янина
Янина Урсула Коровицкая (Фризингер) (пол. Janina Urszula Korowicka (Friesinger); род. 14 апреля 1954 года, Сыцув, Польша) — польская конькобежка, чемпионка 1976 года и 4-кратная призёр чемпионата Польши, 2-кратная рекордсменка Польши, участница Олимпийских игр 1976 года. Выступала за "Echa Twardogóra" (Твардогура), "MKS Cuprum Lubin" (Любин), "Olimpia Elbląg" (Эльблонг).

## Биография
Янина Коровицкая, дочь Францишека и Ядвиги родилась в Сыцуве, но позже жила в Твардогуре, где обучалась в основном профессиональном училище. Она начала заниматься конькобежным спортом в 6-м классе начальной школы. Начинала тренироваться в клубе "Echa Twardogóra". Была ученицей тренера Адама Казмерчика. С 1968 года выступала на чемпионате страны среди юниоров, но только в 1972 году стала третьей в многоборье и вошла в состав юниорской сборной Польши.
В январе 1973 года участвовала на чемпионате мира среди юниоров в Ассене, где заняла 16-е место в абсолютном зачёте. Там же познакомилась с другим участником соревнований, своим будущим мужем Георгом Фризингером из Западной Германии. В том же 73-м выиграла чемпионат Польши среди юниоров и участвовала впервые на чемпионате Польши среди взрослых. В 1975 году стала бронзовым призёром в абсолютном зачёте на чемпионате Польши и дебютировала на чемпионате мира в классическом многоборье в Ассене, где заняла 13-е место.
В 1976 году стала чемпионом Польши на дистанции 1500 м и участвовала в зимних Олимпийских играх в Инсбруке в трёх забегах, наилучшим результатом было 13-е место на дистанции 3000 м, в забеге на 1500 м заняла 19-е место, а на 1000 м стала 26-й. В феврале на чемпионате мира в классическом многоборье финишировала 23-й. Карьеру спортсменки закончила в том же 1976 году в связи с беременностью.

## Личная жизнь и семья
Янина Коровицкая вышла замуж за немецкого конькобежца Георга Фризингера. В 1977 году родила дочь Анни Фризингер, ставшею впоследствии немецкой конькобежкой, двукратной олимпийской чемпионкой, многократной чемпионкой мира и Европы. В 1980 родился сын Яна Фризингера, а в 1984 году родила дочь Агнес - оба также бывшие конькобежцы. В настоящее время Янина Коровицкая является тренером немецкого конькобежного клуба «Frillensee» в местечке Инцель (Бавария, Германия, около австрийского Зальцбурга).

## Интересное
Статья о Янине Коровицкой (de:Janina Korowicka) стала полумиллионной статьёй Википедии на немецком языке (Статистика немецкой Википедии).